# Chantal Simonot
Chantal Simonot (ur. 22 września 1962 w Besançon) – francuska polityk, w 2004 eurodeputowana.

## Życiorys
Zaangażowana w działalność Frontu Narodowego. W wyniku wyborów w 2004 uzyskała mandat posłanki do Parlamentu Europejskiego VI kadencji. Zgłosiła akces do Komisji Transportu i Turystyki, jednak już po paru miesiącach zrezygnowała z zasiadania w PE. Zastąpił ją Fernand Le Rachinel, deputowany dwóch wcześniejszych kadencji. Trzykrotnie bez powodzenia (1994, 2001, 2008) ubiegała się o urząd mera Trévières.